# Hybomitra ferus
Hybomitra ferus är en tvåvingeart som först beskrevs av Giovanni Antonio Scopoli 1763.  Hybomitra ferus ingår i släktet Hybomitra och familjen bromsar.
Artens utbredningsområde är Italien. Inga underarter finns listade i Catalogue of Life.